# Gertrude Ndombe
Gertrude Ndombe Kiangebeni (Léopoldville, 31 agosto 1960 – Kinshasa, 13 febbraio 2024) è stata una cestista della Repubblica Democratica del Congo.

## Carriera
Con lo Zaire ha disputato i Campionati mondiali del 1983.